# Вукосавље
Вукосавље је насељено мјесто у општини Вукосавље, Република Српска, БиХ. Према подацима пописа становништва 2013. године, пописано  је 692 становника.

## Становништво
|             | 2013.        |
| Укупно      | 713 (100,0%) |
| Срби        | 684 (95,93%) |
| Неизјашњени | 15 (2,104%)  |
| Хрвати      | 9 (1,262%)   |
| Муслимани   | 2 (0,281%)   |
| Бошњаци     | 1 (0,140%)   |
| Непознато   | 1 (0,140%)   |
| Остали      | 1 (0,140%)   |